# Eugen Hoffmann
Eugen Hoffmann (27 de septiembre de 1892, Dresde - 1 de julio de 1955, Dresde) fue un escultor alemán.

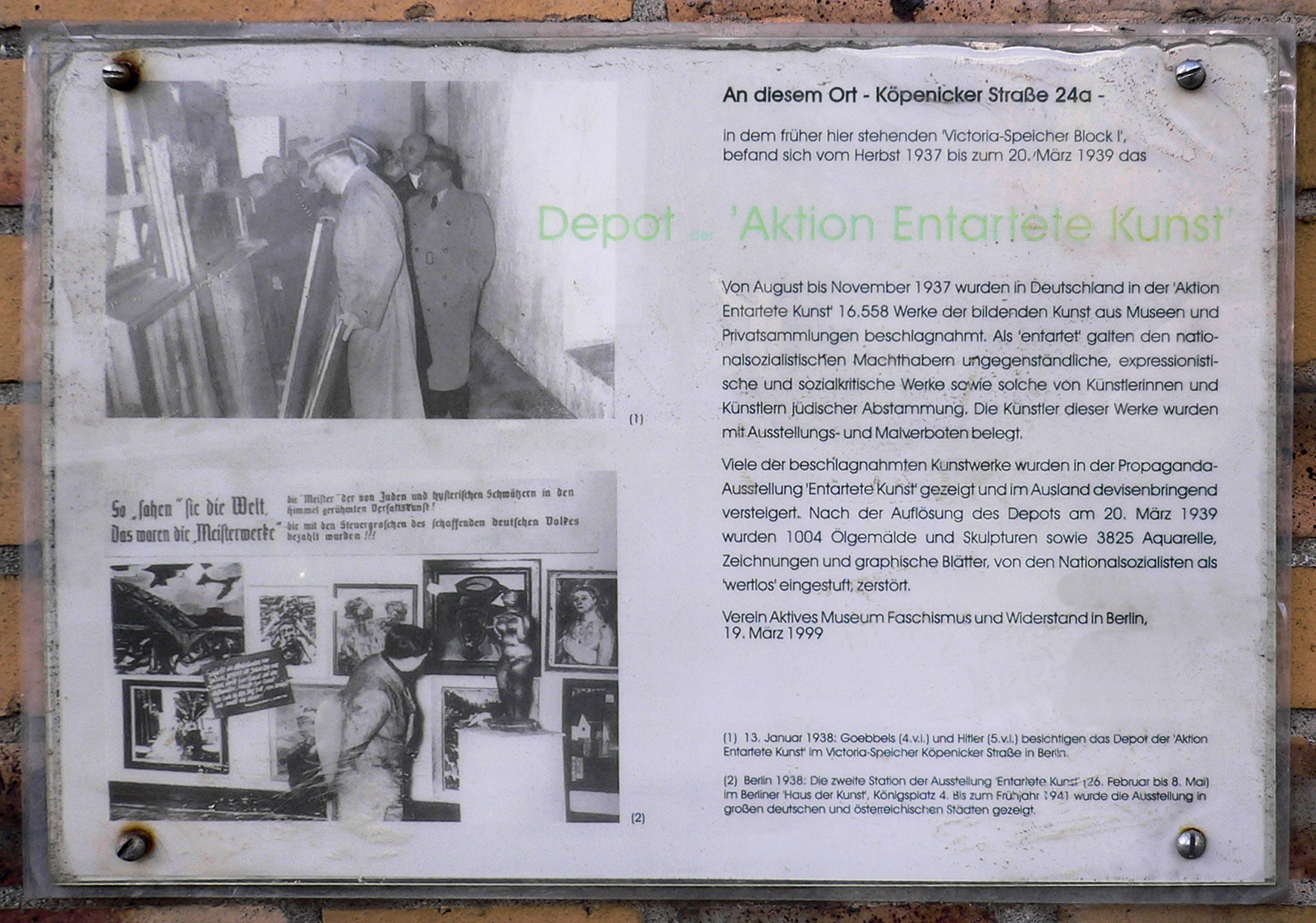
Placa memorial del Entartete Kunst, en Köpenicker Straße 24, Berlin-Kreuzberg, Alemania

## Biografía
Durante el periodo entre 1906 y 1910 se formó como diseñador de modelos para revestimientos de paredes en Dresde, tomó clases nocturnas en la escuela de arte. Fue alistado en el Ejército de Alemania para hacer el servicio militar en 1915 y fue hecho prisionero de guerra en Ucrania. A partir de 1918 estudió en la Academia de Dresde, fue alumno de Karl Albiker desde 1919 y miembro a partir de 1920 de la Secesión de Dresde. Tenía en ese momento gran reconocimiento entre otros artistas. Uno de sus profesores compró a título privado una de sus obras.
En 1923 se afilió al Partido Comunista de Alemania y en 1924 participó en la Primera Exposición General de Arte de Alemania en Moscú y en 1929 fue cofundador de ASSO, en Dresde. Sospechoso de participar en actividades revolucionarias fue arrestado en 1933 después de la toma del poder nazi. Afectado por las prohibiciones de trabajo de 1936 (no se les permite hacer, exhibir o vender sus propias obras) e incluido en la lista de artistas degenerados en 1937. Con la ayuda de Oskar Kokoschka en 1938 emigró a Praga y a través de Polonia llegó a Inglaterra en 1939. Allí trabajó en la industria y retrató a los obreros amenazados por los bombardeos.
Regresó a Dresde el año 1946. En 1947 fue nombrado Profesor de Escultura en la Academia, cargo que ocupó hasta 1954, año en que abandonó la docencia. Su marcha se debió en parte a la decepción que le suponía no poder desarrollar un estilo moderno, ya que la Academia se mantuvo anclada en los cánones del pasado.
Murió solo y pobre en 1955.